# Sjepenoepet I
Sjepenoepet I (troonnaam: Chnemet-ib-amoen) was een Godsvrouw van Amon tijdens de 23e dynastie van het oude Egypte. 

## Biografie
Sjepenoepet was de eerste "erfelijke" Godsvrouw van Amon of Goddelijk aanbidster van Amon die politieke macht uitoefende in het oude Thebe en de omliggende regio. Ze was de eerste die de volledige koninklijke titel op zich nam, (haar troonnaam Chenemet-ib-amoen betekent 'zij die één is met het hart van Amon'). Hoewel haar opvolgers haar voorbeeld volgden, bleef ze de enige die ook de koninklijke titels "Vrouwe van de twee landen" en "Vrouwe van verschijningen" droeg en ook de enige wiens troonnaam verwijst naar Amon en niet naar zijn vrouw Moet.
Ze was de dochter van Osorkon III en een van zijn vrouwen Karatjat en de (half)zus van Takelot III en Roedamoen. Ze was Godsvrouw gedurende de hele regeerperiode van haar vader. Toen Kasjta, een farao van de 25e dynastie, zijn invloed uitbreidde naar het Thebaanse gebied, werd ze gedwongen om Kasjta's dochter Amenirdis als haar opvolger te adopteren en haar te benoemen tot haar gekozen erfgenaam. Shepenoepet en Amenirdis zijn samen afgebeeld in Wadi Gasus.
Van Sjepenoepet is bekend dat ze het heeft overleefd tijdens het bewind van Sjebitkoe, aangezien ze is afgebeeld op een deel van een muur van Tempel J die werd versierd onder het bewind van Sjebitkoe.